# Basset azul da Gasconha
A basset azul da Gasconha[Nota] (em francês:  Basset bleu de Gascogne) é uma das quatro raças de cães sabujos vindas da região francesa da Gasconha. Este basset, bem como os demais desde grupo, possuem dorso longo e pernas curtas. Sua origem é incerta, já que alguns acreditam ser este animal uma mutação dos grandes sabujos azuis, enquanto outros afirmam ser o basset azul o resultado dos cruzamentos entre os basset saintongeois e os sabujos azuis. Uma terceira teoria é a de que os basset da Vendeia e os normandos teriam contribuído para o estabelecimento desta nova raça. Criação inicial de Alain Bourbon, os exemplares vistos atualmente são uma recriação que poderia ser utilizada para caçadas, devido a seu olfato apurado e seu forte latido. No entanto, os novos azuis são cães de companhia populares no Reino Unido e nos Estados Unidos.
Entre suas principais características físicas estão suas manchas simétricas na face, suas patas ovais, suas unhas negras e duras e o nanismo de seus ossos, o que os impede de serem velozes.